# Silvio Demuth
Silvio Demuth (* 22. Mai 1963 in Magdeburg) ist ein ehemaliger Fußballspieler im Bereich des DDR-Fußballverbandes und des DFB. Für die BSG Stahl Brandenburg und den BSV Stahl Brandenburg spielte der in der DDR-Oberliga sowie in der 2. Bundesliga.

## Sportliche Laufbahn
Für die Fußballsaison 1981/82 wurde Silvio Demuth als Abwehrspieler erstmals für die Nachwuchs-Oberligamannschaft des 1. FC Magdeburg nominiert. Nach seiner Schulausbildung absolvierte er eine Lehre zum Gießereifacharbeiter. Demuth schaffte nie den Sprung in die 1. Männermannschaft des FCM, deshalb wechselte er im Juli 1984 zusammen mit seinem Klubkameraden Jens Pahlke zum Oberligaaufsteiger Stahl Brandenburg. Ausgerechnet aber Pahlke wurde zunächst zum schärfsten Konkurrenten für Demuth um einen Platz in der Abwehr. Am 9. Spieltag der Saison 1984/85, dem 27. Oktober 1984, kam Demuth zu seinem ersten Oberligaeinsatz im Spiel Vorwärts Frankfurt – Stahl (1:1), als er in der 68. für Pahlke eingewechselt wurde. Erst in der Rückrunde konnte sich der 1,73 m große Demuth einen Stammplatz in der Brandenburger Abwehr erkämpfen, wo er mal mit mal ohne Pahlke auf dem Platz stand. In der folgenden Saison waren sowohl Pahlke als auch Demuth mit 25 bzw. 23 Punktspieleinsätzen endgültig zu Stammspielern geworden. 1986 bestritt Demuth drei der vier UEFA-Pokalspiele der Brandenburger. Während Pahlke 1989 Stahl Brandenburg verließ, blieb Demuth bis 1990 eine feste Größe in der Mannschaft. Im letzten Durchgang der DDR-Oberliga 1990/91 kam er aufgrund einer schweren Verletzung nur zu acht Einsätzen, um dann in der Spielzeit 1991/92 in der 2. Bundesliga mit 25 der 32 Punktspiele wieder zum Stammpersonal zu gehören, allerdings ohne ein Tor zu erzielen.
Nach dem Abstieg der Brandenburger aus der 2. Liga spielte Demuth für die Havelstädter von 1992 bis 1994 in 58 Spielen in der Nordstaffel der NOFV-Oberliga und erzielte ein Tor. Mit dem BSV Brandenburg scheiterte er im Sommer 1994 am FSV Zwickau in der Aufstiegsrunde zur 2. Bundesliga. In den Spielzeiten 1994/95 (Regionalliga) bzw. 1995/96 (Oberliga) absolvierte er 34 bzw. 25 Punktspiele für den BSV und erzielte insgesamt drei Tore. 1996/97 war er für eine Spielzeit bei Optik Rathenow in der Amateuroberliga (23 Punktspiele, 6 Treffer), um danach für acht Jahre beim 1. FC Lok Stendal zu spielen. Er begann zunächst in der Regionalliga (3. Spielklasse), als er aber 2005 Stendal verließ, war die Mannschaft inzwischen bis in die Verbandsliga (5. Spielklasse) abgestiegen. Danach war Demuth bis 2008 beim FSV Havelberg, mit dem er in der Landesklasse Sachsen-Anhalt, nach dem Abstieg in der Kreisoberliga (8. Spielklasse) spielte. 2008 wechselte Demuth, inzwischen 45 Jahre alt, zum Post SV Stendal, wo er trotz seines Alters noch in der Landesklasse aktiv war.